# Ludki

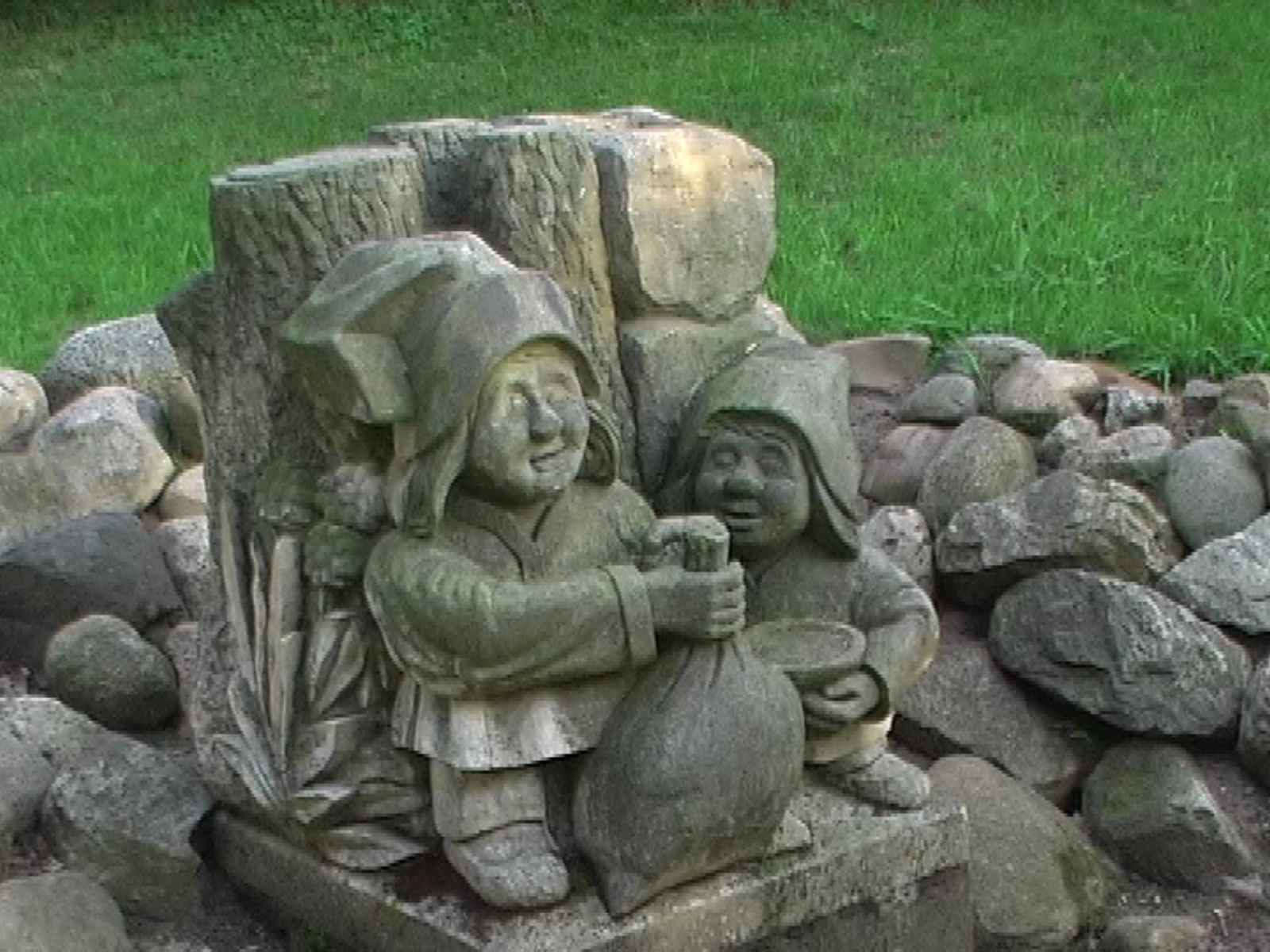
Rzeźba przedstawiająca lutki w Burg (Spreewald)

Ludki (łuż. ludki lub lutki, niem. Luttchen) – w wierzeniach Łużyczan utożsamiane z duszami przodków demony ziemne lub domowe, pokrewne krasnoludkom.
Wyobrażano je sobie pod postacią malutkich istot z brodami, odzianych na czerwono lub biało. Zamieszkiwały jaskinie pod górami i pagórkami, stąd często wzniesienia takie nazywano ludkowymi górami. Uciekały przed dźwiękiem dzwonów kościelnych. Uważano je za istoty przyjazne ludziom, odwiedzające ludzkie domostwa celem pożyczenia naczyń, które zawsze oddawały zostawiając w podzięce jakiś mały podarek.